# 박성수 (기업인)
박성수(1953년 3월 1일 ~ )는 대한민국의 기업인이자 이랜드그룹의 회장이다. 광주제일고등학교, 서울대학교 건축공학과를 졸업했고 서강대학교 경영대학원(MBA)을 수료하였다.

## 경력
근육무력증이라는 희귀병을 앓은 후, 28세에 이화여자대학교 앞에서 잉글랜드라는 이름의 보세의류 사업을 시작해, 사명을 이랜드로 변경하고 법인화하여 이 후 이랜드 그룹으로 성장시켰다. 서울 성도교회 대학부에서 방선기, 박성남, 한정국, 한인권 등과 함께  옥한흠 목사의 신앙적 지도로 훈련을 받았다. 대학시절 영향을 준 후배로는 안명준, 김강태와 같은 많은 학자들이 있다. 1995년 광주-전남권 프로축구 구단 창단 계획이 있었으나 포항제철의 전남 드래곤즈가 창단되어 무산되기도 했으며 이랜드그룹에서 운영한 이랜드 푸마 축구단이 1994년부터 1997년까지 전국체전 축구 전남 일반부 대표로 참가하기도 했다.

## 같이 보기
- 이랜드그룹
- 성도교회
- 사랑의교회
- 옥한흠
- 방선기
- 안명준
- 김강태
- 제자훈련

1. ↑  이기환 (1994년 5월 27일). “이랜드 올안 프로전환”. 경향신문. 2022년 7월 4일에 확인함.
2. ↑  “프로축구 전남드래곤즈 어제 창단식”. 매일경제. 1994년 12월 17일. 2022년 7월 4일에 확인함.
3. ↑  체전취재반 (1994년 11월 3일). “경기, 2연속 패권”. 조선일보. 2022년 7월 4일에 확인함.